# Accadde a Damasco
Accadde a Damasco (Sucedió en Damasco) è un film del 1943 girato in doppia versione: quella spagnola diretta da José López Rubio e quella italiana da Primo Zeglio.

## Trama
La bellissima figlia di un mercante arabo si reca a Damasco per farsi restituire una somma di denaro prestata dal padre a un sedicente medico, il quale approfitta della situazione tentando di sedurla, ma la ragazza si ritrae e cerca l'aiuto del Cadì. Ben presto anche quest'ultimo non riesce a resistere alla bellezza della fanciulla, e presto si aggiunge anche il Gran Visir, che non è da meno degli altri due; su consiglio di un saggio la ragazza dà appuntamento alla medesima ora e nel medesimo luogo ai tre pretendenti, dopo aver avvisato del tranello il Califfo affinché punisca i suoi servitori infedeli. I colpevoli pagheranno con il carcere e la fanciulla sposerà il Califfo, il quale nel frattempo s'è innamorato di lei.

## Produzione
Il soggetto del film è tratto dall'opera fantastico-musicale La meraviglia di Damasco (El asombro de Damasco, 1916) scritta dal drammaturgo andaluso Antonio Paso (1870-1958) e dallo scrittore madrileno Joaquín Abati (1865-1936) e vi partecipano anche le maestranze e il corpo di ballo del Teatro dell'Opera di Roma. Il film è una co-produzione italo-iberica, girata negli studi Orphea di Barcellona nel 1942 in doppia versione, italiana e spagnola. Venne presentato alla Commissione di Revisione Censoria e ottiene il visto di censura n. 32.033 il 7 settembre 1943 con una lunghezza della pellicola accertata di 2.201 metri. Non si conosce l'esito della revisione, dato che proprio il giorno seguente arriva l'armistizio: il documento originale, per fortuna, è rimasto Ebbe la sua prima proiezione pubblica il 22 ottobre 1943, mentre in Spagna venne presentata prima, il 14 gennaio 1943. Probabilmente a causa dell'8 settembre la pellicola ebbe una distribuzione irregolare: a Roma venne proiettata nell'ottobre del 1943, a Torino e a Milano tra aprile e maggio del 1944. A tutt'oggi non sembra sia stato diffuso in televisione, almeno in tempi recenti (vi fu una messa in onda nei primi anni '90 su TELE+3), né meno che mai è stato pubblicato in DVD; tuttavia sono rimasti per il momento il manifesto e una fotografia di scena.

## Altri tecnici
- Aiuto regista: Jesús Castro Blanco, Ramón Plana
- Operatore: Francisco Sempere, A. Ruiz Capillas
- Direttore di produzione: Manuel De Lara per la versione spagnola, e Felice Romano per la versione italiana
- Fonico: Hans Bittman
- Dialoghi italiani e canzoni aggiunte: Luciano Ramo per la versione italiana

## Critica
(Vice, Film n. 43, 30 ottobre 1943)
(Anonimo, La Stampa, 22 aprile 1944)
Pino Farinotti, nel suo Dizionario, assegna al film una stella e mezza giudicandolo così: 

## Recensioni
- Mario Meneghini, L'Osservatore Romano, 28 ottobre 1943
- Raul Radice, Corriere della Sera, 21 maggio 1944
- Milziade Torelli, La Tribuna, 28 ottobre 1943
- Vice, Il Messaggero, 27 ottobre 1943